# Joseph Vissers
Joseph Vissers (n. 28 noiembrie 1928, Geel, Flandra, Belgia – d. 18 aprilie 2006, Turnhout, Flandra, Belgia) a fost un boxer ce a reprezentat Belgia, medaliat olimpic. A participat la o ediție a Jocurilor Olimpice (1948) în care a câștigat o medalie de argint.

## Participări
Lista de mai jos prezintă principalele competiții la care a participat Joseph Vissers de-a lungul carierei.
- boxing at the 1948 Summer Olympics – lightweight[*]